# Colocleora sexorbata
Colocleora sexorbata är en fjärilsart som beskrevs av Louis Beethoven Prout 1913. Colocleora sexorbata ingår i släktet Colocleora och familjen mätare. Inga underarter finns listade i Catalogue of Life.